# Äthiopische Volleyballnationalmannschaft der Frauen
Die äthiopische Volleyballnationalmannschaft der Frauen ist die Auswahl äthiopischer Volleyballspielerinnen, welche die Ethiopian Volleyball Federation (EVBF) auf internationaler Ebene, beispielsweise in Freundschaftsspielen gegen die Auswahlmannschaften anderer nationaler Verbände, aber auch bei internationalen Wettbewerben repräsentiert. 1955 trat der nationale Verband dem Weltverband Fédération Internationale de Volleyball (FIVB) bei. Im August 2012 wurde die Mannschaft nicht in der Weltrangliste geführt.

## Internationale Wettbewerbe

### Äthiopien bei Weltmeisterschaften
Die Mannschaft konnte sich bisher nicht für eine Weltmeisterschaft qualifizieren.

### Äthiopien bei Olympischen Spielen
Bisher gelang es der Mannschaft nicht, sich für die olympischen Wettbewerbe zu qualifizieren.

### Äthiopien bei Afrikameisterschaften
Die Mannschaft kann bisher zwei Teilnahmen an der Afrikameisterschaft vorweisen:
| - 1976: nicht qualifiziert - 1985: nicht qualifiziert - 1987: nicht qualifiziert - 1989: nicht qualifiziert - 1991: 8. Platz - 1993: 5. Platz - 1995: nicht qualifiziert - 1997: nicht qualifiziert | - 1999: nicht qualifiziert - 2001: nicht qualifiziert - 2003: nicht qualifiziert - 2005: nicht qualifiziert - 2007: nicht qualifiziert - 2009: nicht qualifiziert - 2011: nicht qualifiziert |

### Äthiopien bei den Afrikaspielen
Äthiopiens Volleyballnationalmannschaft der Frauen nahm bisher mindestens ein Mal an den Wettbewerben der Afrikaspiele teil: 2007 erreichte die Mannschaft mit dem achten Platz ihren größten Erfolg.

### Äthiopien beim World Cup
Äthiopien kann bisher keine Teilnahme am World Cup – dem Qualifikationsturnier für die Olympischen Spiele – vorweisen.

### Äthiopien beim World Grand Prix
Der World Grand Prix fand bisher ohne äthiopische Beteiligung statt.